# Müezzinzade Ali Paixà
 Müezzinzade Ali Paixà , o  Müezzinzade Ali Paşa , va ser un marí otomà, gran almirall de la flota imperial entre 1569 i 1571.
Fill d'un muetzí, va arribar a ser favorit del sultà Selim II i es va casar amb una de les seves filles. Va ser un dels comandants de la flota de 188 naus que va envair i conquerir l'illa de Xipre el juliol de 1570.
És recordat, sobretot, per haver estat el comandant en cap de la flota otomana a la batalla de Lepant el 7 d'octubre de 1571. Ali Paixà portava en aquella batalla un gegantí estendard verd que li havia lliurat el sultà Selim i al que s'anomenava «Bandera dels Califes». Portava brodats d'or uns versets de l'Alcorà i el nom d'Al·là repetit vuit mil vegades. La seva galera,  Sultana , va combatre amb La Reial que manava Joan d'Àustria. A bord de la seva nau, Ali Paixà va rebre un tret d'arcabús al cap, i a continuació va ser decapitat per un soldat espanyol i el seu cap posat en una pica, fet que va minar la moral dels otomans i va contribuir a la seva derrota.